# Église Saint-Pierre-Claver de Brazzaville
Pour les articles homonymes, voir Église Saint-Pierre-Claver.
L’église Saint-Pierre-Claver est une église paroissiale de Brazzaville en république du Congo, située dans le quartier Bacongo. Elle a été construite par l’architecte Bonaventure Visbeck, un ancien frère spiritain hollandais retourné dans la vie laïque. Son nom est celui de la paroisse, nommée d’après saint Pierre Claver ; elle a été consacrée à saint Pierre-Julien Eymard en 1972 par Émile Biayenda, archevêque de Brazzaville désigné cardinal l’année suivante.
Elle a été représentée sur un timbre de 70 francs en 1966.